# Gonzalo Fernández Puyó
Gonzalo Fernández Puyó (Lima, 9 de julio de 1917-2 de julio de 2010), diplomático peruano. 

## Biografía
Estudió en el Colegio Sagrados Corazones Recoleta y en la Pontificia Universidad Católica del Perú, de la que se graduó en Derecho y Filosofía.
En 1940 contrajo matrimonio con Raquel Montagne Sánchez, hija del general Ernesto Montagne Markholz y hermana del futuro primer ministro Ernesto Montagne Sánchez. Sus hijos fueron Gonzalo, nacido en octubre de 1941; Raquel, nacida en diciembre de 1942; Ernesto, nacido en abril de 1944; José Ramón, nacido en mayo de 1949; y Luis Miguel, nacido en enero de 1955.
En 1943 ingresó al Servicio Diplomático peruano y desde entonces desempeñó alternadamente distintos cargos en el Departamento de Protocolo de la Cancillería hasta 1957. Cumplió funciones de secretario de las embajadas peruanas en Haití (1945) y Chile (1946) y de ministro consejero en la de Brasil.
En 1962 fue designado ministro y enviado plenipotenciario en Portugal. En 1964 fue nombrado embajador en Panamá, en 1968 en Argentina y en 1974 en Brasil. En 1978 fue designado embajador extraordinario en el Reino Unido y al año siguiente embajador concurrente para Islandia, cargos que tuvo hasta 1980.
En el 2005 fue nombrado integrante de la Comisión sobre Derecho del Mar y Asuntos de Delimitación Marítima para tratar la Controversia de delimitación marítima entre Chile y el Perú.

## Condecoraciones
- Gran oficial de la Orden del Sol, Perú.
- Gran cruz de la Orden al Mérito por Servicios Distinguidos, Perú.
- Gran cruz de la Orden del Libertador San Martín, Argentina.
- Caballero gran cruz de la Orden del Infante Don Enrique, Portugal
- Gran cruz de la Orden de Vasco Núñez de Balboa, Panamá
- Gran cruz de la Orden El Águila Azteca, México
- Gran oficial de la Orden de la Cruz del Sur, Brasil
- Gran oficial de la Orden Al Mérito, Italia
- Comendador de la Orden de la Estrella Polar, Suecia
- Comendador de la Croix Noire, Francia.
- Comendador de la Orden de Malta.
- Comendador de la Orden de San Carlos, Colombia.
- Comendador de la Orden de Bernardo O'Higgins, Chile
- Oficial de la Legión de Honor, Francia.
- Oficial de la Orden de Leopoldo, Bélgica